# Liinaharju
Liinaharju är en kulle i Finland.   Den ligger i den ekonomiska regionen  Fjäll-Lappland  och landskapet Lappland, i den norra delen av landet, 900 km norr om huvudstaden Helsingfors. Toppen på Liinaharju är 293 meter över havet. Liinaharju ingår i Siiselät.
Terrängen runt Liinaharju är platt, och sluttar västerut.  Trakten runt Liinaharju är nära nog obefolkad, med mindre än två invånare per kvadratkilometer. Det finns inga samhällen i närheten. 